# Pillersdorf (Adelsgeschlecht)

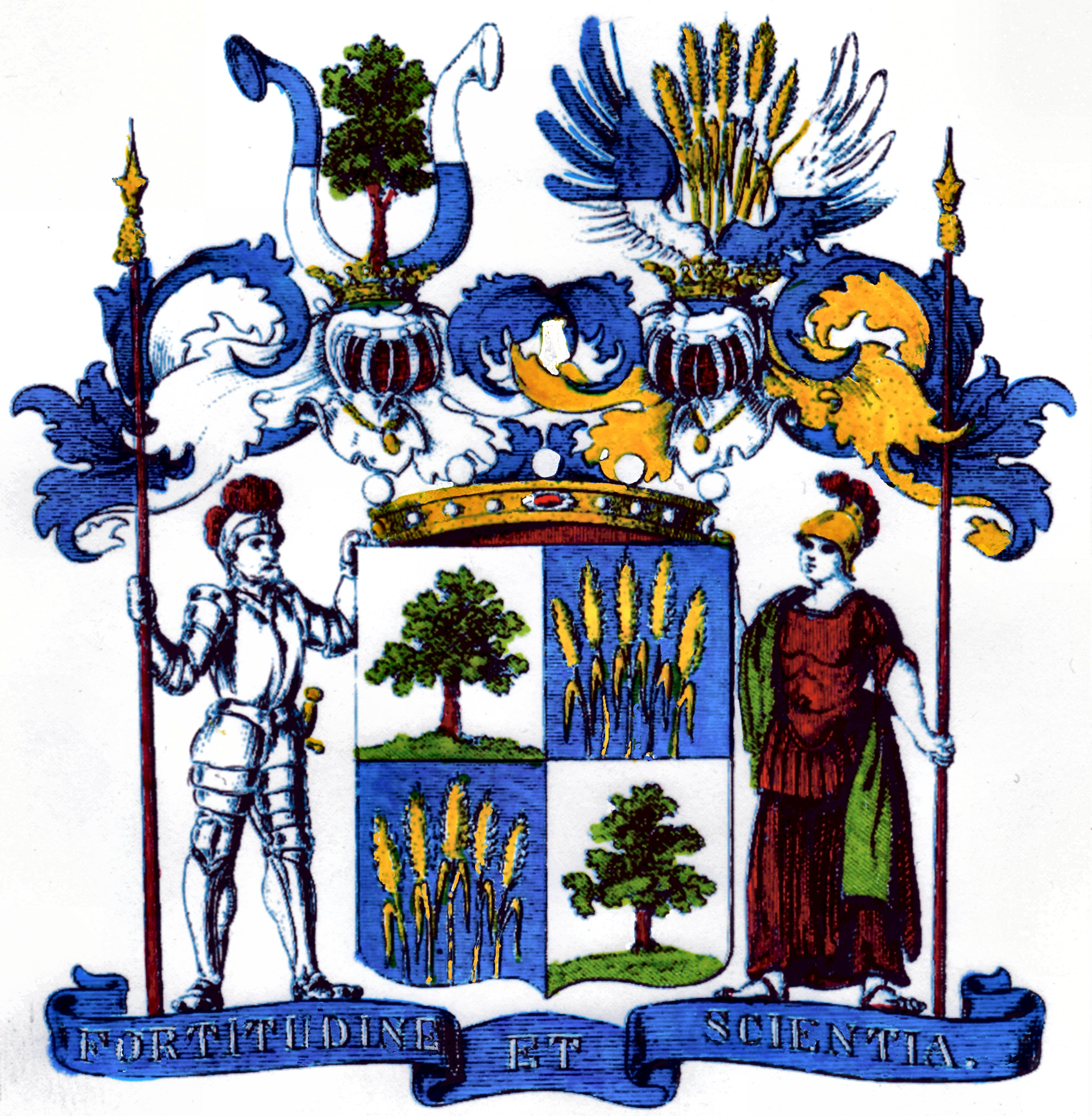
Wappen der Freiherren von Pillersdorf 1792

Die Freiherren von Pillersdorf, auch Pillerstorf(f), sind ein mährisch-österreichisches Adelsgeschlecht.

## Geschichte
Die Familie ist ein ursprünglich mährisches Adelsgeschlecht. Am 5. Januar 1616 erhielt Andreas Piller von Kaiser Matthias einen Wappenbrief.
Der Urenkel des Andreas, Joseph Ludwig (I.), wurde für die bei den mährischen Salzgefällen erworbenen Verdienste mit Diplom vom 3. Mai 1719 zu Laxenburg von Kaiser Karl VI. in den erbländisch-österreichischen Adelsstand mit dem Prädikat von „von Pillersdorf“ erhoben, welches nun bleibend an die Stelle des alten Familiennamens „Piller“ trat. Er war mit Eleonore Zialkowska von Zialkowicz verheiratet. Deren Sohn Johann Ludwig (II.) brachte durch Kauf die Güter Schlapanitz, Millonitz und Biskupitz in Mähren an sich, war kaiserlicher Rat und Landes-Unterkämmerer. Mit Diplom vom 8. September 1733 und unter Erteilung des böhmischen Inkolats fand die Versetzung  in den erbländisch-österreichischen Ritterstand durch den gleichen Kaiser statt. Derselbe war mit Dorothea Freiin v. Schmidlin vermählt

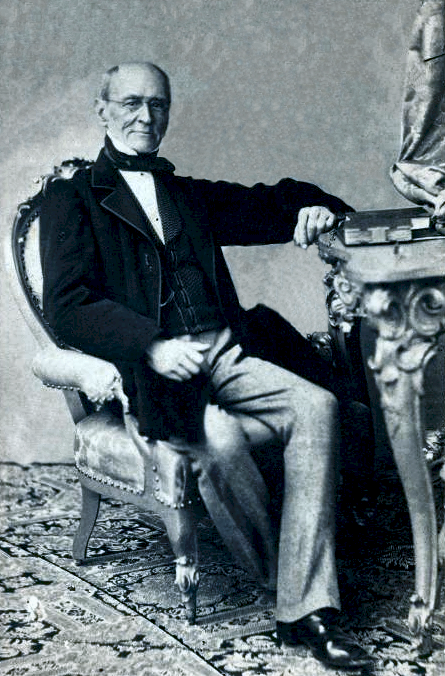
Franz Xaver III. Freiherr von Pillersdorf um 1850

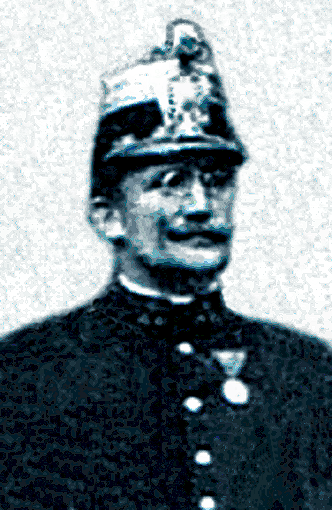
Robert Freiherr von Pillersdorf 1900

Franz Xaver (I.) von Pillersdorf (1725–1797), Sohn des Obigen, war kaiserlicher Major, zeichnete sich unter anderem in der Schlacht bei Striegau am 4. Juni 1745 und bei der Belagerung von Genua aus. Er machte in seiner Dienstzeit zwölf Feldzüge mit. Er war später Rat und Beisitzer am Olmützer bischöflichen Lehensgericht und wurde 1792 von den mährischen Ständen als Beisitzer des Ritterstandes in den Landesausschuss gewählt. Dem Offizier wurde „für seine im Feld und im Dienst des Landes erworbene Verdienste“ von Kaiser Franz II. der Freiherrnstand mit Wappenbesserung am 28. Dezember 1792 in Wien verliehen. Er vermählte sich mit Constantia († 1780), Tochter ds Geheimen Kanzlei- und Kabinettsdirektors des Herzogs von Lothringen, des nachmaligen Kaisers Franz I. Stephan, Bernhard von Germetten.
Franz Xaver (II.) Freiherr von Pillersdorf (* 4. Juli 1757; † 13. Januar 1806),  Sohn des Obigen, war Rat am mährisch-schlesischen Appellationsgericht (1784) in Brünn, Vizepräsident des Lemberger Landrechts (1796), Hofrat der galizischen Hofkanzlei (1797), Hofrat am Obersten Gerichtshof zu Wien und k. k. Truchsess (1802). Er war mit Johanna Majthény von Kesselökö († 21. Oktober 1805) verehelicht.
Franz Xaver (III.) Freiherr von Pillersdorf (1786–1862), ein Sohn des Franz Xaver (II.), war k. k. Geheimer Rat und (Hof)kanzler der Vereinigten Hofkanzlei (1832), Ehrenbürger von Wien (20. April 1843), Ehrenmitglied der Wiener Akademie der Künste (1846), nachmalig Ministerpräsident, Autor der oktroyierten Verfassung vom 25. April 1848, bekam das mährische Inkolat 1842. Er vermählte sich in zweiter Ehe mit Maria Henriette Leopoldine, Gräfin Chorinsky Freiin von Ledske (* 15. November 1801; † Juni 1844), mit der er sieben Töchter hatte. Sein Bruder Anton (* 1788), k. k. Finanz-Oberkommissar, vermählt 1818 mit Anna Dlauby, (1798–1857), pflanzte das Geschlecht fort. Aus dieser Ehe entstammten neben drei Töchtern die Söhne Hermann und Albert.
Hermann Freiherr von Pillersdorff (I.) (1817–1887), Besitzer des Gutes Branek in Mähren, 1863–1866 und 1868–1870 k. k. Landespräsident in Österreichisch-Schlesien, heiratete 1849 Adolphine Klein (* 1830), Mitbesitzerin der Herrschaft Wiesenberg und Zöptau, aus welcher Ehe, neben zwei Töchtern, zwei Söhne entsprossen: Hermann (II.) (* 1850) und Robert. Albert, (* 1819), war k. k. Major im 27. Infanterieregiment. Er ehelichte 1854 Franziska Gräfin Kolowrat-Krakowsky, Freiin auf Ugezd (* 1835). Vom Freiherrn Franz Xaver (I.) stammte aus vierter Ehe mit Theresia Faber († 1824) Alois (* 1795) Besitzer von Nieder-Trzanswitz und Pötrau in Oberschlesien.
Robert (* 25. Februar 1854 in Trenczin; † 24. Oktober 1905 in Neplachowitz), Sohn Hermann (I.), war Gutsbesitzer auf Neplachowitz und Johannesfeld. Er vermählte sich am 16. Oktober 1878 in Salzburg mit Katharina Wilhelmine Antoinette (* 29. August 1857 auf Schloss Leitersdorf; † 9. Mai 1938 in Salzburg), Tochter des Maximilian Anton Freiherren Putz von Rolsberg, Präsidial-Hofkonzipisten der königlich ungarischen Hofkanzlei und erzbischöflicher Rat.

## Wappen

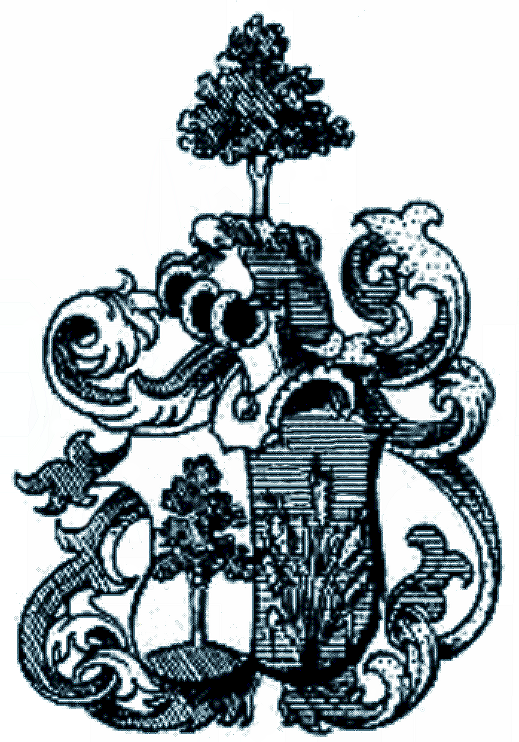
Wappen derer von Pillersdorf 1719

1792: Quadrierter Schild. 1 und 4 in Silber auf grünem Hügel ein belaubter, befruchteter Eichenbaum in natürlicher Farbe. 2 und 3 in Blau fünf goldene Kornähren auf ihren Stängeln nebeneinander gestellt. Auf dem Schild ruht die Freiherrenkrone, auf welcher sich zwei zueinandergekehrte, gekrönte Turnierhelme erheben. Auf der Krone des rechten ist zwei Büffelhörnern, wovon das obere oben blau, unten silbern, das hintere oben silbern und blau quergeteilt ist, die Eiche von 1 und 4 eingestellt. Auf der Krone des linken befinden sich zwischen einem offenen Flug mit gleichen Tinkturen wie die Büffelhörner, die fünf goldenen Ähren von 2 und 3. Die Helmdecken des rechten Helms sind beiderseits blau mit Silber, jene des linken blau mit Gold belegt. Schildhalter sind zur Rechten Mars in silberner Rüstung mit drei roten Federbuschen auf dem Helm, links Pallas Athene in rotem Gewand mit grünem Umhang, auf dem Helm rote blaue Federbuschen. Sie halten in der jeweils schildabgewandten Hand eine Lanze mit goldener Spitze. Devise: Auf einem unter dem Schild flatternden weißen Band in schwarzer Lateinschrift steht „Fortitudine et scientia“.